# Ayesha Dharker
Ayesha Dharker, née le 16 mars 1977 à Bombay (Maharashtra), est une actrice anglo-indienne. 
Elle fait ses débuts au cinéma en 1989, dans Manika, une vie plus tard, lauréat au Festival de Cannes et gagne la reconnaissance pour son interprétation dans La Terroriste, pour lequel elle remporte le prix la meilleure contribution artistique pour une actrice au Festival international du film du Caire.
Depuis 2000, elle apparaît également dans plusieurs films d'Hollywood dont Star Wars, épisode II : L'Attaque des clones, Outsourced et The Mistress of Spices et dans les séries télévisées Les Mille et Une Nuits et Coronation Street.

## Biographie
Ayesha Dharker est née le 16 mai 1977, à Bombay, dans l'état du Maharashtra, en Inde. Elle est la fille du chroniqueur indien Anil Dharker et d'Imtiaz Dharker, une poète et documentariste écossaise d'origine pakistanaise.

### Carrière
Elle a fait ses débuts à l'écran en 1989, dans Manika, une vie plus tard, de François Villiers. Elle continue à tourner dans de nombreux films américains, français et indiens. Elle est également apparue dans plusieurs séries télévisées britanniques dont Cutting It et Life Isn't All Ha Ha Hee Hee, dans lequel elle partage la vedette avec Meera Syal. 
Dans le film kollywoodien La Terroriste (1999), elle incarne Malli, une jeune membre de l'organisation indépendantiste tamoule Tigres de libération de l'Îlam tamoul au Sri Lanka,. Ce rôle lui valut d'être nommée pour le Chlotrudis Award de la meilleure actrice et lauréate du prix de la meilleure contribution artistique pour une actrice au Festival international du film du Caire.
Elle atteint le sommet de la célébrité avec l'interprétation de la reine Jamillia, la reine de Naboo, dans Star Wars, épisode II : L'Attaque des clones (2002). Elle a également jouée dans le mélodrame américano-britannique The Mistress of Spices (2005), aux côtés d'Aishwarya Rai.
Elle apparaît dans l'épisode Le Chant des Oods de la série Doctor Who, dans le rôle de Solana Mercurio.

### Vie privée
En mai 2010, elle épouse son compagnon Robert Taylor, à l'église St Giles-without-Cripplegate, à Londres.

## Filmographie

### Films
| Année | Titre                                        | Rôle              | Remarques |
| ----- | -------------------------------------------- | ----------------- | --- |
| 1989  | Manika, une vie plus tard                    | Manika Kallatil   | |
| 1992  | La Cité de la joie                           | Amrita H. Pal     | |
| 1997  | Saaz                                         | Kuhu Vrundavan    | |
| 1999  | Split Wide Open                              | Leela             | |
| 1999  | La Terroriste                                | Malli             | Nommée pour le Chlotrudis Award de la meilleure actrice Lauréate pour la meilleure contribution artistique pour une actrice au Festival international du film du Caire |
| 2000  | The Mystic Masseur                           | Leela G. Ramseyor | |
| 2002  | Star Wars, épisode II : L'Attaque des clones | Reine Jamillia    | |
| 2002  | Anita and Me                                 | Daljeet Kumar     | |
| 2005  | The Mistress of Spices                       | Hameeda           | |
| 2005  | Appelez-moi Kubrick                          | Dr Stukeley       | |
| 2006  | Outsourced                                   | Asha Bhatawdekar  | |
| 2007  | Loins of Punjab Presents                     | Opama Menon       | |
| 2010  | Red Alert: The War Within                    | Radhakka          | |

### Télévision
| Année     | Titre                         | Rôle                 | Remarques                                             |
| --------- | ----------------------------- | -------------------- | ----------------------------------------------------- |
| 1991      | Misteri della giungla nera, I | Jeune fille          |                                                       |
| 1995      | A Mouthful of Sky             | Elle-même            |                                                       |
| 2000      | Les Mille et Une Nuits        | Coral Lips           | Mini-série                                            |
| 2001      | Doctors                       | Meena Chauhan        |                                                       |
| 2002      | Cutting It                    | Sunni Khadir         |                                                       |
| 2003      | Life Isn't All Ha Ha Hee Hee  | Chila                |                                                       |
| 2003      | Doctors                       | Mina Patel           |                                                       |
| 2005      | Meurtres au soleil            | Mary Sharman         |                                                       |
| 2008      | Doctor Who                    | Solana Mercurio      | Épisode : "Le Chant des Oods"                         |
| 2008-2009 | Coronation Street             | Tara Mandal          |                                                       |
| 2010-2013 | The Indian Doctor             | Kamini Sharma        |                                                       |
| 2010-     | Little Crackers               | Mama                 | Épisode : "Meera Syal's Little Cracker : Uncle Santa" |
| 2015      | Waterloo Road                 | Yasmeen Khan         | Épisode 18, saison 10                                 |
| 2015      | Critical                      | Mme Alice Murkherjee | Épisode 1, saison 1                                   |
| 2015      | Indian Summers                | Nalini               | Épisode 3 et 9, saison 1                              |

### Théâtre
| Année | Titre                                 | Rôle           | Remarques                                          |
| ----- | ------------------------------------- | -------------- | -------------------------------------------------- |
| 2001  | Ramayana                              | Sita           | Birmingham Repetory Theatre/Royal National Theatre |
| 2006  | La Tragique Histoire du docteur Faust | Mephistophilis | Bristol Old Vic                                    |
| 2010  | Arabian Nights                        | Shéhérazade    | Royal Shakespeare Company                          |
| 2010  | Disconnect                            | Vidya          | Royal Court Theatre                                |
| 2015  | Othello                               | Emilia         | Royal Shakespeare Company                          |
| 2016  | Le Songe d'une nuit d'été             | Titania        | Royal Shakespeare Company                          |

## Distinctions
| Année | Distinction                             | Catégorie                                          | Film          | Résultat   |
| ----- | --------------------------------------- | -------------------------------------------------- | ------------- | ---------- |
| 1998  | Festival international du film du Caire | Meilleure contribution artistique pour une actrice | La Terroriste | Lauréat    |
| 2001  | Chlotrudis Awards                       | Meilleure actrice                                  | La Terroriste | Nomination |